# 5،1-حلقي الأوكتاديين
5,1-حلقي الأوكتاديين هو مركب كيميائي عضوي من مجموعة المركبات الحلقية غير المشبعة؛ حيث يتألف من حلقة ثمانية حاوية على رابطتين مضاعفتين. يرمز له اختصاراً COD.
للمركب الصيغة الكيميائية C8H12، ويكون على شكل سائل عديم اللون.

## التحضير
يحضر المركب من تفاعل ديمرة 3،1-بوتاديين بوجود حفاز من النيكل وهو مضاعف (حلقي أوكتاديين) النيكل Bis(cyclooctadiene)nickel. يبلغ الإنتاج العالمي من هذا المركب حوالي 10 آلاف طن سنوياً.

## الخواص
يوجد المركب في الشروط العادية على شكل سائل عديم اللون له رائحة واخزة.
يتفاعل 5,1-حلقي الأوكتاديين (COD) مع البوران ليعطي مركب بورا ثنائي حلقي (3،3،1)النونان-9 9-Borabicyclo(3.3.1)nonane؛ والذي يعرف بالاختصار 9-BBN، وهو كاشف مهم في الكيمياء العضوية.
في تفاعل آخر يضيف COD مركب ثنائي كلوريد الكبريت (أو كواشف مشابهة) ليعطي مركب 2,6-dichloro-9-thiabicyclo[3.3.1]nonane:
حيث يمكن معالجة المركب الأخير ثنائي الكلوريد للحصول على مشتقات أزيدية أو سيانيدية في تفاعل استبدال محب للنواة.

## الاستخدامات
يستخدم مركب 5,1-حلقي الأوكتاديين بشكل كبير في الكيمياء العضوية الفلزية، حيث يشكّل COD العديد من المعقدات التناسقية مع الفلزات الانتقالية مثل النيكل أو الكوبالت أو الروديوم أو الإريديوم.

بعض معقدات COD الفلزية
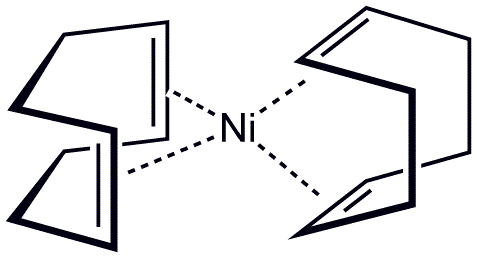
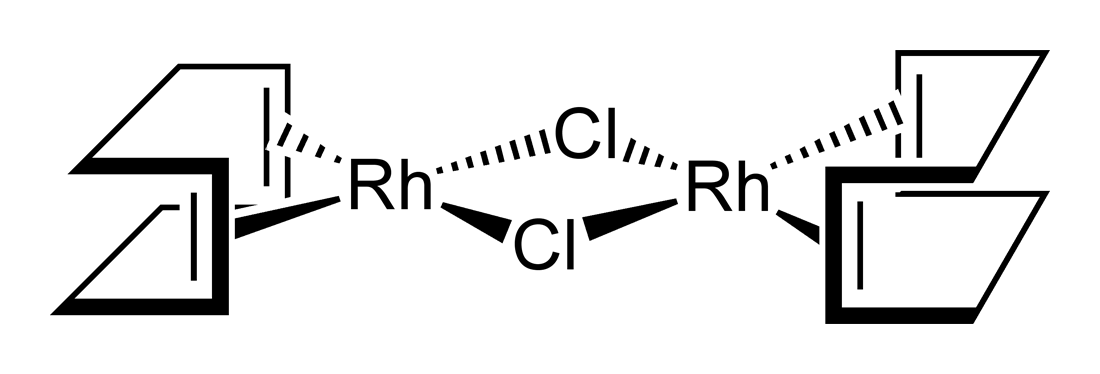
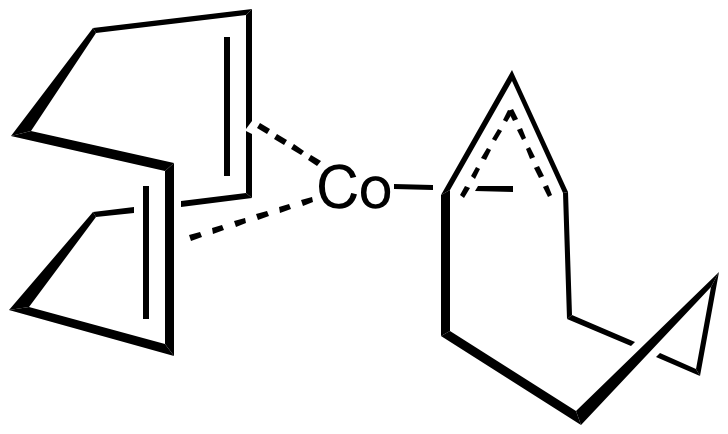